# Alf Clarke
Alfred Clarke (28 tháng 8 năm 1926 – 17 tháng 7 năm 1971) là một cầu thủ bóng đá và huấn luyện viên bóng đá người Anh và. Ông thi đấu ở vị trí tiền đạo trung tâm cho nhiều đội bóng ở Football League trong thập niên 1940 và 1950.